# 労働新聞 (1951-)
労働新聞（ろうどうしんぶん）は、日本の労働新聞社が発行する、人事・賃金・労務専門の週刊新聞である。1951年創刊。